# Undercover Love
Undercover Love ist eine deutsche Agentenfilm-Parodie aus dem Jahr 2010. Der Film wurde von RTL (und ORF) in Auftrag gegeben und erstmals am 30. Dezember 2010 ausgestrahlt.

## Handlung
Die Hausfrau und Mutter Susanne Müller wundert sich immer mehr über das Verhalten ihres bislang braven Mannes, angeblich ein Computer-Chip-Vertreter. Sie muss annehmen, dass er sie betrügt. Tatsächlich ist er Geheimagent im Dienst des SKD/Sonderkommando Deutschland. Er hat zusammen mit SK 7 die Aufgabe, die verschollen geglaubten Geheimwaffen der Nationalsozialisten – vor allem die Kampf-UFOs – aus den Händen übler Typen freizukämpfen. Dies gelingt zwar, jedoch möchte SK 7 nun die Nazi-Geheimwaffen für sich behalten, da sie ihrerseits nach der Weltherrschaft strebt. Für Susanne Müller ist sie der Grund ihrer Eheprobleme. Sie beschließt den beiden nachzuspüren.

## Produktion
Von September bis Ende Oktober 2009 produzierte die Polyphon Film- und Fernsehgesellschaft im Auftrag von RTL und ORF diese 90-minütige Agenten-Komödie in Berlin und Köln.

## Rezeption
„.... Selbst bei einer filmischen Seifenblase wie „Undercover Love“ spürt man die Professionalität des Drehbuchautors Bora Dagtekin („Doctor’s Diary“). Die Animationen, beispielsweise eine Verfolgungsjagd zweier UFOs durch Berlin, sind originell, der Film macht aus Tempo keinen Selbstzweck, schließlich lohnt es sich, bei Schauspielern wie Anja Kling und Henning Baum beziehungskomische Szenen mal auszuspielen. Wer auch die weniger gelungenen Filme von Mel Brooks mag – der dürfte bei diesem Unsinn Spaß haben....“

„....Das Buch stammt von Bora Dagtekin, der mit Serien wie „Türkisch für Anfänger“ und „Doctor’s Diary“ sein Gespür für Dialogwitz und Situationskomik bewiesen hat, sich diesmal aber an den politisch-historischen Dimensionen seiner Actioncomedy verhoben hat. Am besten also, man nimmt „Undercover Love“ kein bisschen ernst und betrachtet das Werk von Regisseurin Franziska Meyer Price als trashige Parodie auf Weltenretterfilme...“